# Rubén

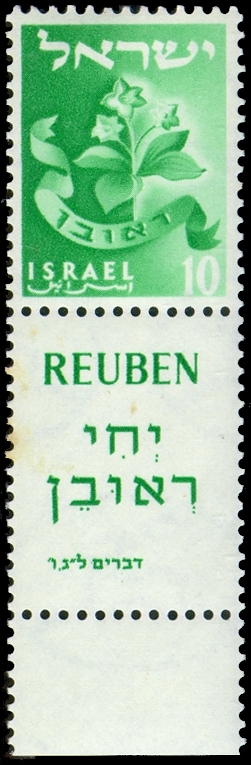
Símbolo de la tribu de Rubén. Inscripción hebrea: "Viva Rubén" (Deuteronomio 33:6).

Mapa con las doce tribus israelitas, 1200-1050 a.C. El territorio de la Tribu de Rubén figura al este del Mar de la Sal, en color amarillo claro.

Rubén (en hebreo:ראובן Rŭʾūḇēn "ver-hijo", en griego:Ρουβήν Rubḗn, en latín:Rūbēn) según el Tanaj (Antiguo Testamento) fue el primogénito de Jacob, el tercer patriarca hebreo, nacido de su primera esposa;  Lea. Es el epónimo de la Tribu de Rubén.

## Narrativa bíblica
Lea, la poco querida entre les esposas de Jacob, le dio a su primer hijo el nombre Rubén, cuyo significado es en hebreo "Ved, un hijo" (רְאוּ-בֵן), porque vio Yahveh que ella era menospreciada y le dio entonces descendencia; al nacer su primer hijo, Lea dijo: "Ha visto Yahveh mi aflicción; ahora, por tanto, me amará mi marido".
Una vez Rubén trajo para su madre varias mandrágoras que había encontrado en el campo durante la cosecha de trigo.
Como resultado del favor que Yahveh mostró para con su madre, los cinco hermanos biológicos plenos de Rubén —Simeón, Leví, Judá, Isacar y Zabulón— llegaron a constituir buena parte de las Tribus de Israel, incluyendo esto importante desempeño en lo político y en el sacerdocio relativo a todo el pueblo de Israel (Am Israel); el resto de los hermanos de Rubén —Dan, Neftalí, Gad, Aser, José y Benjamín— lo fueron solo por parte de su padre.
Rubén ofendió a Jacob debido a su conducta para con la concubina de su padre, Bilha. Como castigo, los derechos de Rubén como primogénito fueron trasladados a los dos hijos de José.
Cuando sus hermanos intentaron matar a José, Rubén trató de salvarlo de modo tal de que eventualmente pudiese volver a escondidas y rescatarlo de modo que su joven hermano se reencontrara finalmente con Jacob: aconsejó entonces Rubén a sus hermanos no quitarle la vida sino mantenerlo cautivo en una cisterna seca; los hermanos de Rubén aceptaron su sugerencia, pero, tiempo después, al regresar a la cisterna, Rubén se enfadó al descubrir que José ya no se encontraba en ella.
Pasados ya más de veinte años de ese episodio, cuando diez de los hermanos de José fueron acusados por este de ser espías que atentaban contra Egipto y razonaron sobre su propia culpabilidad y la inclemencia con la que habían tratado a su hermano (al que suponían perdido para siempre), Rubén les recordó que él no había participado en el complot contra la vida de su hermano: « ¿No os dije yo: "No pequéis contra el muchacho", y no me escuchasteis? ».
Ante la negativa de Jacob de que Benjamín partiese junto con sus hermanos en un nuevo viaje a Egipto, Rubén ofreció dos de sus propios hijos como garantía, de modo tal que, en caso de que Rubén no regresase con Benjamín sobre sus espaldas, los dos hijos de Rubén habrían de perecer: « Entonces Rubén habló a su padre, diciendo: Puedes dar muerte a mis dos hijos, si no te lo traigo [de vuelta a Benjamín]; ponlo bajo mi cuidado, y yo te lo devolveré ».
Rubén era el hijo primogénito de Jacob, y, como tal, tenía los derechos de primogenitura de la familia y le correspondían dos porciones de la herencia que su padre dejara. Cuando, antes de morir, Jacob bendijo a sus hijos quedaba por ver si en el caso de Rubén se aplicarían sus derechos de primogénito. Como cabeza de familia, Jacob había actuado como sacerdote de Yahvé en favor de toda la familia, había representado a su familia en oración y le había dado instrucción religiosa; como padre, había controlado a toda su familia y a sus siervos, su ganado y sus propiedades. Jacob se dirigió en primer lugar a Rubén y dijo: 

Rubén, tú eres mi primogénito, mi fortaleza y el principio de mi vigor, prominente en dignidad y prominente en poder. Incontrolable como el agua, no tendrás preeminencia, porque subiste a la cama de tu padre, y la profanaste: él subió a mi lecho.
Génesis 49:3-4.

Jacob rememoró el acto indigno que afectaría aquello que Rubén iba a recibir. Había manchado la honra de su padre al haber cometido incesto con su concubina, Bilha, sierva de su amada esposa Raquel. Rubén había cometido este pecado poco después de que Raquel murió, al dar a luz a Benjamín. El texto bíblico no explica si Rubén violó a Bilha para evitar que ocupase el lugar de Raquel en los afectos de Jacob y este la favoreciese más que a su madre, Lea, o si Rubén actuó por pura lascivia. Según la recolección bíblica "aconteció que [...] Rubén fue y se acostó con Bilha, la concubina de su padre, e Israel llegó a oír de ello".
Jacob no repudió a Rubén ni lo echó por esta acción. Pero al decirle "No sobresalgas", lo despojó de los privilegios que le hubieran correspondido como primogénito: los perdió al haber actuado —según su padre— con precipitada licencia, comparable a aquella de las aguas. De esto se deduce que Rubén pudo haber sido inestable o bien turbulento e impetuoso. Sea como fuere, se supone que Rubén tenía que haber dominado sus urgencias, respetar la dignidad de su padre y el honor de los dos hijos de Bilha.

## En la literatura rabínica
Rubén nació el día catorce del mes noveno (del calendario hebreo, Kislev) en el año 2122 después de la Creación.
A las mandrágoras que Rubén trajo a su casa, él no las había probado, lo que indica un gesto de reverencia hacia su madre.
Luego de haber procedido incorrectamente respecto a Jacob y su concubina, Rubén lamentó lo que había cometido y mostró su arrepentimiento de inmediato, siendo así el primer penitente; en consideración a su arrepentimiento fue ancestro del profeta Oséas, quien en su momento demandó al pueblo israelita retornar a Dios.
Rubén hizo penitencia y meditación en secreto, se castigó a sí mismo mediante abstinencia frecuente, tanto de la carne como del vino. Cuando Rubén hubo confesado su pecado y justificado a Tamar, reconoció públicamente su culpa, para que no cayese sospecha ninguna sobre cualquiera de sus hermanos.  "En recompensa por su penitencia y confesión voluntaria le fue concedida la vida en el mundo venidero".
Las primeras ciudades de refugio de los israelitas estaban situadas en el territorio de los descendientes de Rubén, ya que fue él quien tomó la iniciativa de salvar la vida de José al aconsejar a sus hermanos que lo mantuviesen cautivo en una cisterna seca y que no lo matasen. Rubén no estuvo presente cuando sus hermanos sacaron a José del pozo y lo vendieron como esclavo, porque tuvo que servir a su padre ese día y no podía dejar la casa, ya que debía ocuparse de ella, estando ésta a su vez a su cargo. Cuando hubo terminado con su trabajo, Rubén se apresuró en ir al pozo para rescatar a José, pero allí no lo encontró y entonces  se irritó, ya que por ser el mayor de los doce hermanos, Rubén se sentía responsable por la seguridad de su hermano. En Egipto, Rubén fue patriarca entre todos sus hermanos y este derecho a gobernar le fue conferido después de su muerte a Simeón y luego a Leví.
Rubén murió a la edad de 125 años; su cuerpo fue puesto en un ataúd y entregado a sus hijos, quienes lo llevaron consigo a lo largo del Éxodo y subsecuentemente lo enterraron en la Tierra Santa.